# Ágioi Trimithiás
Ágioi Trimithiás är en ort i Cypern.   Den ligger i distriktet Eparchía Lefkosías, i den centrala delen av landet, 16 km väster om huvudstaden Nicosia. Ágioi Trimithiás ligger 283 meter över havet och antalet invånare är 1 529. Den ligger på ön Cypern.
Terrängen runt Ágioi Trimithiás är lite kuperad, och sluttar norrut.Trakten runt Ágioi Trimithiás är ganska tätbefolkad, med 129 invånare per kvadratkilometer. Närmaste större samhälle är Nicosia, 15,5 km öster om Ágioi Trimithiás. Trakten runt Ágioi Trimithiás är i huvudsak ett öppet busklandskap.
Årsmedeltemperaturen i trakten är 22 °C. Den varmaste månaden är juli, då medeltemperaturen är 34 °C, och den kallaste är januari, med 9 °C. Genomsnittlig årsnederbörd är 474 millimeter. Den regnigaste månaden är december, med i genomsnitt 108 mm nederbörd, och den torraste är augusti, med 1 mm nederbörd.